# Meriola barrosi
Meriola barrosi är en spindelart som först beskrevs av Cândido Firmino de Mello-Leitão 1951. 
Meriola barrosi ingår i släktet Meriola och familjen flinkspindlar. Inga underarter finns listade i Catalogue of Life.